# شكري عياد (مطرب)
شكري عياد هو مطرب أردني قديم, قدم العديد من الأغاني الجميلة.

## أغاني شكري عياد
- على دلعونا مع سلوى
- محلى الدار والديرة